# محمد بن تغلق
محمد ابن تغلق (انگلیسی: Muhammad ibn Tughluq; ح. 1290 – 20 مارس ۱۳۵۱ (۶۰−۶۱ سال)) سلطان دهلی بین سال‌های ۱۳۲۵ تا ۱۳۵۱ میلادی بود. او بزرگترین پسر غیاث الدین تغلق و مؤسس تغلق‌شاهیان بود. پدرش, محمد جوان را برای مبارزه به منطقه دکن در جنوب هندوستان فرستاد تا علیه پرتاپارودرا پادشاه سلسله کاکاتیا وارد جنگ شود. او در دوران حکومتش اعمال غیرانسانی مرتکب شده از جمله گفته می‌شود که او دستور قتل‌عام همه ساکنان شهر هندو قنوج را صادر کرده‌است. محمد پس از مرگ پدرش در سال ۱۳۲۵ بر تخت دهلی نشست. او به پزشکی علاقه داشت و چندین زبان از جمله فارسی، عربی، ترکی و سانسکریت آشنایی داشت. ابن بطوطه، سیاح و فقیه مشهور مراکشی، در دربار او مهمان بود و در کتاب خود دربارهٔ حکومت او نوشت.

## شخصیت
تغلق مسلمانی سختگیر بود و نمازهای پنجگانه خود را اقامه می‌کرد و در ماه رمضان روزه می‌گرفت. به گفته استنلی لین پول، مورخ بریتانیایی قرن ۱۹ میلادی، ظاهراً درباریان از تغلق به عنوان «مردی با دانش» تحسین می‌کردند و به موضوعاتی مانند فلسفه، پزشکی، ریاضیات، دین و شعرهای فارسی و اردو علاقه داشت. البته این بطوطه از او بخاطر دادن هدایای گرانبها و سیاست‌های سختگیرانه انتقاد می‌کند.